# طرح درختكاري تشش
طرح درختكاري تشش (بالإنجليزية: Tareh-ye Darkhatkari Chesh)‏ هي منطقة سكنية تقع في سيستان وبلوتشستان في إيران. يقدر عدد سكانها بـ 212 نسمة .